# سیارک ۳۲۲۳
سیارک ۳۲۲۳ (به انگلیسی: 3223 Forsius، نامگذاری:1942RN) سه هزار و دویست و بیست و سومین سیارک کشف شده‌است که در ۷ سپتامبر ۱۹۴۲ کشف شد.
قدر مطلق سیارک برابر ۱۱٫۰۰ است.